# Kokona Hiraki
Kokona Hiraki, altresì nota come Cocona Hiraki (開 心那?, Hiraki Kokona; Kutchan, 26 agosto 2008), è una skater giapponese, vincitrice della medaglia d'argento nel park femminile ai Giochi olimpici di Tokyo 2020.

## Carriera
Al Dew Tour di giugno 2019 Hiraki finisce in terza posizione nell'evento del park, dietro a Misugu Okamoto e Lizzie Armanto. Due mesi dopo, agli X Games di Minneapolis, a 10 anni e 341 giorni di età, conquista la medaglia d'argento nel park femminile, divenendo così l'atleta più giovane ad aver vinto una medaglia agli X Games. Questo record sarà poi infranto da Reese Nelson nel 2023. Successivamente, per la prima volta nella sua carriera arriva al primo posto al penultimo round dei Vans Park Series, svoltosi a Parigi, e poi finisce al secondo posto ai Vans Park Series World Championships di Salt Lake City.
Grazie al quinto posto ottenuto nel Dew Tour 2021, Hiraki partecipa alle Olimpiadi di Tokyo 2020, dove arriva al secondo posto nel park femminile, con un punteggio di 59,04, dietro la compatriota Sakura Yosozumi. Con la sua partecipazione alle Olimpiadi all'età di 12 anni e 343 giorni, Hiraki è diventata l'atleta olimpionica più giovane di sempre ad aver rappresentato il Giappone, infrangendo il record della nuotatrice Yukari Takemoto, che partecipò ai Giochi olimpici del 1968 a 13 anni di età.
Nel Dew Tour 2022, Hiraki giunge al terzo posto, dietro Sakura Yosozumi e la britannica Sky Brown. Tra il 2022 e il 2023 prende parte al Campionato mondiale di skateboard a Sharja, dove arriva seconda nel park, dietro a Sky Brown e davanti a Yosozumi.
Nel 2022 arriva seconda agli X Games asiatici di Chiba, e successivamente ottiene il terzo posto agli X Games estivi tenutisi in California. L'anno dopo, conquista la medaglia d'oro agli X Games asiatici di Chiba.

## Palmarès
- Giochi olimpici

Tokyo 2020:  Argento nel park femminile
- Campionato mondiale di skateboard

Sharjah 2022: Argento nel park femminile
- X Games

Minneapolis 2019: Argento nel park femminile
Chiba 2022: Argento nel park femminile
California 2022: Bronzo nel park femminile
Chiba 2023: Oro nel park femminile
- Dew Tour

Long Beach 2019: 3º posto nel park
Des Moines 2022: 3º posto nel park
- Vans Park Series

Parigi 2019: 1º posto nel park femminile
World Championships, Salt Lake City 2019: 2º posto nel park femminile